# ガブリエル・デストレとその妹
『ガブリエル・デストレとその妹』（ガブリエル・デストレとそのいもうと、仏: Gabrielle d'Estrées et une de ses sœurs）は、フォンテーヌブロー派の画家により1594年頃に描かれた絵画である。
より正式には『ガブリエル・デストレとその姉妹ビヤール公爵夫人とみなされる肖像』 (Portrait présumé de Gabrielle d'Estrées et de sa sœur la duchesse de Villars) となる。『浴槽の2人の女』とも。本作は、1937年にフランスのルーヴル美術館が取得し、以降、同美術館に所蔵されている。
マニエリスムを代表する作品として名高い。この絵画の作者は不詳であるが、フォンテーヌブロー派の誰かであるとされている。
手前には、入浴している2人の裸の女性が描かれている。この2人のうち、右側のブロンドの女性のモデルは、フランス王であるアンリ4世の寵妃ガブリエル・デストレであると考えられており、左側の女性のモデルは、ガブリエルの妹であるビヤール公爵夫人、あるいはバラニー元帥夫人であると考えられている。
左側の女性は左腕を伸ばし、右側の女性の右の乳首を指でつまんでいる。このしぐさは、アンリ4世の私生児をガブリエルが懐妊したことを示唆しているものと解釈されることが多いが、子どもを多く産むことができる女性であることを示唆しているとする見解もある。一方、右側の女性は、左手で指輪をつまんでいる。このしぐさは、王と結婚することを望んでいるという自らの意思を示唆しているとされる。
2人の女性が入っているバスタブは、寒さを防ぐために光沢のある赤いシルクのカーテンで覆われており、バスタブの中にも、大理石の冷たさを和らげるために薄い布が敷かれている。
奥に見える薄暗い部屋にある大きな暖炉では火が燃えており、その上に飾られている絵画には裸の人物の下半身が描かれているのが確認できる。暖炉の前には、緑色のベルベットで覆われた箱のようなものが置かれている。
何も映っていない小さな鏡の前にいる侍女は、これから生まれてくるであろう赤子の産着を縫っているものとされ、これは、手前右側の女性が妊娠しているとする説の裏付けであるとも考えられる。